# Athlétisme aux Jeux africains de 1978
Navigation
Lagos 1973 Nairobi 1987
Les épreuves d'athlétisme des 3e Jeux africains ont eu lieu en 1978 à Alger, en Algérie. Parmi les trente-sept épreuves figurant au programme (23 masculines et 14 féminines), le décathlon, l'heptathlon et le 20 km marche font leur première apparition dans cette compétition.

## Résultats

### Hommes
| Épreuve           | Or                                                                        | Argent                                                                                    | Bronze |
| ----------------- | ------------------------------------------------------------------------- | ----------------------------------------------------------------------------------------- | --- |
| 100 m             | Amadou Meité 10 s 35                                                      | Peter Okodogbe 10 s 45                                                                    | Ohene Karikari 10 s 46                                                                                        |
| 200 m             | Hassan el-Kashief 20 s 77 (NR)                                            | Patrice Ouré 20 s 90                                                                      | Roland Joe Siai-Siai 20 s 98                                                                                  |
| 400 m             | Hassan el-Kashief 45 s 32                                                 | Dele Udo 45 s 65                                                                          | Cyril Etoori 45 s 65                                                                                          |
| 800 m             | James Maina Boi 1 min 47 s 14                                             | Amar Brahmia 1 min 47 s 54                                                                | Peter Lemashon 1 min 47 s 83                                                                                  |
| 1 500 m           | Filbert Bayi 3 min 36 s 21                                                | Wilson Waigwa 3 min 36 s 48                                                               | Amar Brahmia 3 min 37 s 33                                                                                    |
| 5 000 m           | Yohannes Mohamed 13 min 44 s 39                                           | Mike Musyoki 13 min 44 s 79                                                               | Suleiman Nyambui 13 min 49 s 60                                                                               |
| 10 000 m          | Henry Rono 27 min 58 s 90                                                 | Mike Musyoki 28 min 05 s 20                                                               | Mohamed Kedir 28 min 42 s 00                                                                                  |
| Marathon          | Richard Mabuza 2 h 21 min 53 s                                            | Dereje Nedi 2 h 23 min 08 s                                                               | Girma Guebre 2 h 27 min 35 s                                                                                  |
| 3 000 m steeple   | Henry Rono 8 min 15 s 82                                                  | James Munyala 8 min 25 s 68                                                               | Kip Rono 8 min 26 s 38                                                                                        |
| 110 m haies       | Fatwell Kimaiyo 13 s 89                                                   | Philip Sang 14 s 02                                                                       | Thomas Nnakwe 14 s 35                                                                                         |
| 400 m haies       | Daniel Kimaiyo 49 s 48                                                    | John Akii-Bua 49 s 55                                                                     | Peter Rwamuhanda 50 s 18                                                                                      |
| Saut en hauteur   | Paul Ngadjadoum 2,16 m                                                    | Hamid Sahil 2,14 m                                                                        | Amadou Dia Bâ 2,08 m                                                                                          |
| Saut à la perche  | Lakhdar Rahal 5,00 m                                                      | Ahmed Rezki 4,80 m                                                                        | Mohamed Bensaad 4,80 m                                                                                        |
| Saut en longueur  | Charlton Ehizuelen 7,92 m                                                 | Fidelis Ndyabagye 7,75 m (NR)                                                             | Emmanuel Mifetu 7,57 m                                                                                        |
| Triple saut       | Charlton Ehizuelen 16,51 m                                                | Abdoulaye Diallo 16,29 m                                                                  | Saïd Saad 15,93 m                                                                                             |
| Lancer du poids   | Youssef Nagui Asaad 18,88 m                                               | Namakoro Niaré 17,16 m                                                                    | Emad Fayez 16,93 m                                                                                            |
| Lancer du disque  | Namakoro Niaré 58,02 m                                                    | Abderrazak Ben Hassine 55,74 m                                                            | Tiékité Somet 51,86 m                                                                                         |
| Lancer du marteau | Youssef Ben Abid 54,90 m                                                  | Abdellah Boubekeur 54,74 m                                                                | Noureddine Bendifallah 52,20 m                                                                                |
| Lancer du javelot | Justin Arop 76,94 m                                                       | Ali Memmi 71,28 m                                                                         | John Mayaka 70,76 m                                                                                           |
| Décathlon         | Mohamed Bensaad 7 338 pts                                                 | Brown Ebewele 6 876 pts                                                                   | Alain Smaïl 6 822 pts                                                                                         |
| 20 km marche      | Benamar Kechkouche 1 h 39 min 21 s                                        | Hunde Ture 1 h 39 min 51 s                                                                | Elisha Kasuka 1 h 43 min 21 s                                                                                 |
| Relais 4 × 100 m  | Ghana Ernest Obeng Albert Lomotey George Enchill Ohene Karikari 39 s 24   | Nigeria Peter Okodogbe Roland Joe Siai-Siai James Alani Olakunle Kolawode Abdulai 39 s 39 | République populaire du Congo Jean-Pierre Bassegela Louis Nkanza Theophile Nkounkou Antoine Kiakouama 39 s 79 |
| Relais 4 × 400 m  | Nigeria Olurotimi Peters Ahmed Garba Felix Imadiyi Dele Udo 3 min 03 s 24 | Ouganda John Akii-Bua Silver Ayoo Mike Okot Cyril Etoori 3 min 04 s 20                    | Kenya 3 min 05 s 92                                                                                           |

### Femmes
| Épreuve           | Or                                                                               | Argent                                                                          | Bronze                                                                                 |
| ----------------- | -------------------------------------------------------------------------------- | ------------------------------------------------------------------------------- | -------------------------------------------------------------------------------------- |
| 100 m             | Hannah Afriyie 11 s 50                                                           | Utifon Ufon Oko 11 s 55                                                         | Kemi Sandgodeyi 11 s 92                                                                |
| 200 m             | Hannah Afriyie 23 s 01                                                           | Kehinde Vaughan 23 s 70                                                         | Ruth Waithera 23 s 91                                                                  |
| 400 m             | Kehinde Vaughan 53 s 86                                                          | Ruth Kyalisima 54 s 49                                                          | Georgina Aidou 54 s 84                                                                 |
| 800 m             | Tekla Chemabwai 2 min 04 s 84                                                    | Sakina Boutamine 2 min 05 s 64                                                  | Célestine N'Drin 2 min 06 s 08                                                         |
| 1 500 m           | Sakina Boutamine 4 min 16 s 43                                                   | Anna Kiprop 4 min 19 s 59                                                       | Rose Thomson 4 min 20 s 07                                                             |
| 100 m haies       | Judy Bell-Gam 13 s 67                                                            | Ruth Kyalisima 13 s 92 (NR)                                                     | Bella Bell-Gam 13 s 99                                                                 |
| Saut en hauteur   | Modupe Oshikoya 1,77 m                                                           | Kawther Akrémi 1,73 m                                                           | Emilia Blavo 1,68 m                                                                    |
| Saut en longueur  | Modupe Oshikoya 6,32 m                                                           | Jeanette Yawson 6,29 m                                                          | Bella Bell-Gam 6,12 m                                                                  |
| Lancer du poids   | Joyce Aciro 14,47 m (NR)                                                         | Veronica Baawah 12,88 m                                                         | Herina Malit 12,70 m                                                                   |
| Lancer du disque  | Fethia Jerbi 46,56 m                                                             | Helen Alyek 45,90 m (NR)                                                        | Martha Jugah 45,02 m                                                                   |
| Lancer du javelot | Eunice Nekesa 51,58 m                                                            | Agnès Tchuinté 49,16 m                                                          | Constance Rwabiryagye 45,52 m                                                          |
| Pentathlon        | Bella Bell-Gam 3 709 pts                                                         | Margaret Bisereko 3 788 pts                                                     | Madeleine Bonzi 3 427 pts                                                              |
| Relais 4 × 100 m  | Nigeria Utifon Ufon Oko Kemi Sandgodeyi Fosa Ibini Bella Bell-Gam 44 s 63        | Ghana Hannah Afriyie Grace Bakari Jeanette Yawson Jeanette Ofusu 45 s 19        | Ouganda Farida Kyakutema Ruth Kyalisima Christine Kabanda Jane Nakamate 46 s 77        |
| Relais 4 × 400 m  | Ghana Helena Opoku Grace Bakari Georgina Aidoo Hannah Afriyie 3 min 35 s 55 (NR) | Kenya Tekla Chemabwai Rose Tata-Muya Ruth Waithera Charity Muhuhe 3 min 39 s 27 | Ouganda Farida Kyakutema Ruth Kyalisima Margaret Komugisha Jane Nakamate 3 min 39 s 94 |

## Tableau des médailles
| Rang | Nation                        | Or | Argent | Bronze | Total |
| ---- | ----------------------------- | -- | ------ | ------ | ----- |
| 1    | Nigeria                       | 9  | 6      | 6      | 21    |
| 2    | Kenya                         | 7  | 7      | 8      | 22    |
| 3    | Algérie                       | 4  | 5      | 5      | 14    |
| 4    | Ghana                         | 4  | 3      | 4      | 11    |
| 5    | Ouganda                       | 2  | 7      | 5      | 14    |
| 6    | Tunisie                       | 2  | 3      | 0      | 5     |
| 7    | Soudan                        | 2  | 0      | 0      | 2     |
| 8    | Éthiopie                      | 1  | 1      | 2      | 4     |
| 8    | Côte d'Ivoire                 | 1  | 1      | 2      | 4     |
| 10   | Égypte                        | 1  | 1      | 1      | 3     |
| 11   | Mali                          | 1  | 1      | 0      | 2     |
| 12   | Tanzanie                      | 1  | 0      | 1      | 2     |
| 13   | Swaziland                     | 1  | 0      | 0      | 1     |
| 13   | Tchad                         | 1  | 0      | 0      | 1     |
| 15   | Sénégal                       | 0  | 1      | 1      | 2     |
| 16   | Cameroun                      | 0  | 1      | 0      | 1     |
| 17   | République populaire du Congo | 0  | 0      | 1      | 1     |
| 17   | Haute-Volta                   | 0  | 0      | 1      | 1     |